# دانشگاه صنعتی نانیانگ
دانشگاه صنعتی نانیانگ (به انگلیسی: Nanyang Technological University) (اختصاری NTU) با وسعت ۲ کیلومتر مربع و سرمایه‌گذاری مالی ۱ میلیارد و ۸۰۰ میلیون دلار در جنوب غربی کشور سنگاپور واقع شده‌است. این دانشگاه دارای ۱۷۰۰ عضو هیئت علمی، ۲۸۰۰ پرسنل اداری-پژوهشی و ۳۲۵۰۰ دانشجو است که از این تعداد دانشجو ۹۰۰۰ نفر در سطح تحصیلات تکمیلی مشغول به تحصیل هستند. این دانشگاه دارای بزرگترین کالج مهندسی در جهان می‌باشد.

## رتبهٔ بین‌المللی
بر طبق آمار رسمی و رتبه بندیهای معتبر بین‌المللی این دانشگاه از برترین‌های دنیا در زمینه‌های مختلف علمی می‌باشد:
- رتبه ۷۶ در مجموع رشته‌ها و رتبه ۳۳ در علوم مهندسی در رتبه‌بندی مؤسسه تایمز در سال ۲۰۱۳.
- رتبه ۴۱ در مجموع رشته‌ها در رتبه‌بندی مؤسسهً QS در سال ۲۰۱۳ که این شامل رتبه‌های زیر در برخی رشته‌های در رتبه‌بندی QS می‌باشد:

رتبه ۸ جهانی در مهندسی عمران
رتبه ۱۱ جهانی در مهندسی مکانیک
رتبه ۱۴ جهانی در مهندسی برق
رتبه ۲۲ جهانی در مهندسی کامپیوتر
رتبه ۳۴ جهانی در مهندسی شیمی
- رتبه ۸ در دنیا از نظر ارجاعات (citations) مقالات علمی ISI در دنیا در علوم مهندسی در سال ۲۰۰۹.

در رتبه بندی دانشگاه ی جهان QS در سال ۲۰۲۰ این دانشگاه در رتبه ۱۱دنیا و اول سنگاپور قرار گرفته است. همچنین بر اساس رتبه بندی موسسه تایمز در سال ۲۰۲۰ این دانشگاه در رتبه ۴۸ دانشگاه های جهان قرار دارد.

## دوره دکتری
در زمینه آموزش و پژوهش دوره دکتری این دانشگاه دارای تبادلات مشترک بین‌المللی با سایر دانشگاه‌های تراز اول جهان است. به عنوان نمونه می‌توان اشاره کرد به دوره مشترک دکتری و فوق دکتری این دانشگاه با انستیتو تکنولوژی ماساچوست (MIT).

## دانشکده پزشکی
گرچه تا کنون محوریت دانشگاه نانیانگ بیشتر مهندسی و علوم پایه بوده‌است، دانشکده پزشکی این دانشگاه نیز اخیراً تأسیس شده‌است و با همکاری دانشگاه امپریال کالج لندن آغاز به کار کرده‌است. احتمالاً به دانشجویان مدرک مشترک با امپریال کالج داده خواهد شد.

## دانشجویان ایرانی نانیانگ
بیش از ۲۰۰ دانشجوی ایرانی در نانیانگ تحصیل کرده و می‌کنند که همگی در مقاطع تحصیلات تکمیلی و اکثراً دکترا بوده‌اند. تقریباً تمام آنها مدرک قبلی خود را از یکی از ده دانشگاه برتر ایران کسب کرده بوده‌اند.
موفقیت دانشجویان ایرانی در انجام پژوهشهای بنیادین، انتشار مقالات کلیدی (با ضریب تأثیرگذاری بالای ۱۰)، دریافت بودجه‌های پژوهشی چند-صد هزار دلاری، و قبولی برای ادامه تحصیل دکتری و فوق دکتری در دانشگاه‌های تراز اول دنیا، مثالزدنی بوده‌است.
برخی از فارغ التحصیلان ایرانی دوره دکترای دانشگاه نانیانگ در پی مراجعت به کشور به عضویت هیئت علمی دانشگاه‌های برتر کشور درآمده‌اند از جمله دانشگاه تهران، دانشگاه صنعتی امیرکبیر و دانشگاه شیراز و دانشگاه صنعتی خواجه نصیرالدین طوسی.

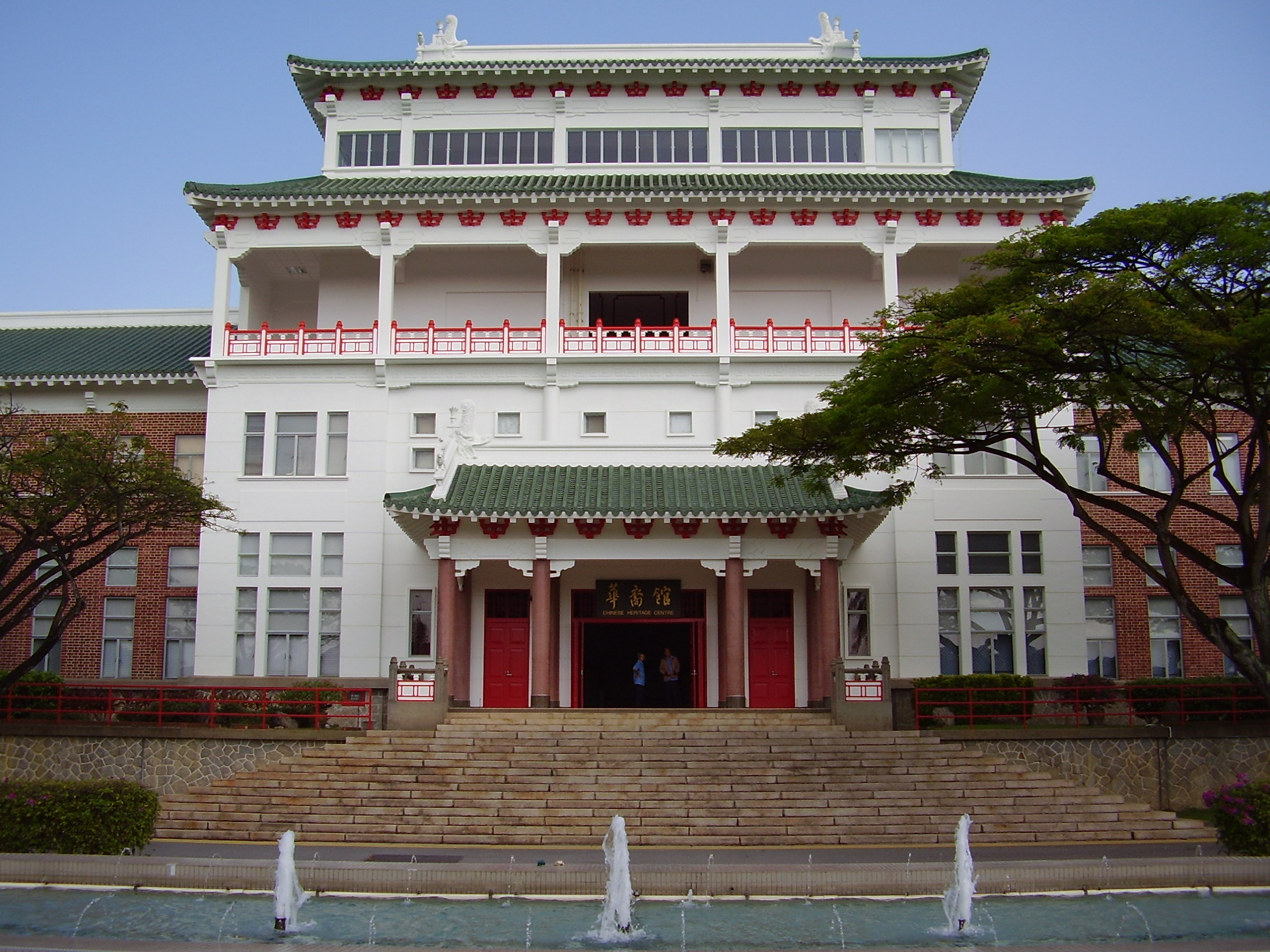
نمای جلوی مرکز میراث چینی (به انگلیسی: Chinese Heritage Center)